# محمد صالح قزاز
محمد صالح بن عبد الرحمن صالح قزّاز، (1902-1989) من أعيان تهامة في القرن الرابع عشر الهجري. أدار مشاريع التوسعة والترميم التي نفذتها الحكومة السعودية للحرم المكي الشريف، والمسجد النبوي، والمسجد الأقصى المبارك. كما شغل منصب أمين عام رابطة العالم الإسلامي من عام 1972م وحتى عام 1976م

## ولادته ونشأته
ولد بمكة سنة 1321هـ، 1902م  وتعلم القراءة والكتابة عند كتّابها، وواصل تعليمه في المدارس الحكومية، وحفظ القرآن الكريم كاملاً، وكان جهوري الصوت يحسن القراءة والترتيل، وتولى إمامة الناس في صلاة التراويح كما كان يفعل أمثاله من حفظة القرآن الصغار ومن أشهر أصدقائه آنذاك من الذين قاموا بإمامة الركن الشافعي في المسجد الحرام السيد السفير عبد الحميد الخطيب.
كانت أسرته من أعيان الطائف ومن الأسر القديمة التي كانت تعيش داخل سور الحكومة العثمانية ، حيث كانت الطائف ثلاثة أحياء محلة أسفل ومحلة السليمانية ومحلة فوق وكانت أسرته في محلة فوق وكانت أسرته أسندت إليهم إعاشة الجند في الطائف، كان وأخوه الشيخ أحمد قزاز بجوار باب الريع وكان منزلهما دار ضيافة للقادمين من أعيان المكيين.

## حياته المهنية وخدمته للمساجد الثلاث
عُين الشيخ محمد صالح القزاز في بداية حياته أمينا للصندوق في مالية الطائف ثم تولى بعد ذلك مديرية المالية في الطائف في العهد السعودي.
ثم عين مديرا لمالية مكة المكرمة، ثم اختير ناظرا عاما للجمارك يوم كانت واردات الدولة تعتمد على الجمارك قبل ظهور الزيت وتسويقه، وحينما شكلت أول مديرية لشؤون الحج عين الشيخ محمد بن سرور الصبان رئيسا لها فأختار صديقه الشيخ محمد صالح القزاز ليكون مديرا عاما مساعداً له سنة 1365هـ ثم أصبح مديرا لها سنة 1368هـ. وحينما قررت الدولة تشكيل مديرية لشئون الزراعة اختير مديرا لها إلى جانب عمله كمدير لإدارة الحج، وحينما قرر الملك عبد العزيز جلب الماء إلى جدة اختار الشيخ عبد الله السليمان وزير المالية الشيخ صالح قزاز للمفاوضة لشراء وجبات الماء من ملاك عيون وادي فاطمة لإسالتها إلى مدينة جدة، وحينما وفق الله الملك عبد العزيز لعمارة الأولى للمسجد النبوي الشريف وأسند أمر هذه العمارة العظيمة إلى المعلم محمد بن عوض بن لادن في طلب من الشيخ عبد الله السليمان ترشيح شخص لإدارة المشروع فاختير الشيخ محمد صالح قزاز ومنه انتقل إلى إدارة مشروع العمارة السعودية الأولى للمسجد الحرام بمكة، واسند أمر إصلاح قبة الصخرة بالقدس إلى المعلم محمد بن لادن؛ فتولى الشيخ صالح قزاز إدارة المشروع كذلك، وحينما تأسست رابطة العالم الإسلامي في مكة المكرمة 1382هـ، واختير الشيخ محمد سرور الصبان أمينا لها، اختار صديقه الشيخ صالح قزاز أمينا عاما بالوكالة وحينما توفى الشيخ محمد سرور الصبان اختير الشيخ محمد صالح القزاز أمينا عاما للرابطة وكان قد رشح لها أحد الوزراء ولكن المجلس التأسيسى للرابطة وهو مكون من علماء المسلمين في جميع أنحاء العالم الإسلامي اختار وبإجماع الآراء الشيخ صالح قزاز ليكون الأمين العام للرابطة وطلبوا من الملك فيصل الموافقة على اختيارهم فتم لهم ماأرادوا، وتجدد اختيار الشيخ صالح قزاز للأمانة العامة للرابطة لفترة ثانية إلى أن قدم استقالته بعد أن بدأت بوادر السن تأثر في صحته، وللتاريخ فإن الشيخ محمد صالح القزاز لم يكن يتقاضى أجرا حينما كان يقوم بإدارة الأعمال العظيمة في المسجد النبوي والمسجد الحرام وإصلاح مسجد قبة الصخرة في بيت المقدس حيث أنه أراد أن يكون عمله في إدارة هذا العمل العظيم قربى إلى الله.

## محمد صالح قزاز والقرآن الكريم
كان الشيخ محمد صالح قزاز من أوائل الرجال الذين ساهموا في تأسيس مدارس تحفيظ القرآن الكريم؛ فقد وقف معه الملك فيصل بن عبد العزيز آل سعود، حيث تلقى منه دعماً سخياً ساعده في إنشاء أول مدرسة لتحفيظ القرآن الكريم في مكة المكرمة، ولم يكتف بالمساهمة فيها بجهده ولكنه ساهم كذلك بماله فأوقف عليها عمارة في محلة الشامية بمكة المكرمة تساهم غلتها في واردات الجماعة. كما أشرف الشيخ القزاز على المركز الرئيسي لحفظ القرآن الكريم في مكة المكرمة حتى وفاته.

## أنشطته الأخرى
كان الشيخ القزاز أول من أدخل مضخات المياه على المزارعين في مناطق المملكة كوسيلة بديلة عن طريقة السقاية التقليدية، كما وضعت أول لبنة لهيئة الإغاثة الإسلامية العالمية في عهده، وأنشأ مستوصفا لرابطة العالم الإسلامي في أفريقيا وكان الأول من نوعه
لما توفي صديق عمره محمد سرور الصبان رثاه بقصيدة قال في مطلعها:
إلى أن قال:

## وفاته
توفى الشيخ محمد صالح القزاز في 30 جمادى الآخرة من عام 1409هـ من عمر يناهز التسعين عاما ودفن في مقبرة المعلاة في مكة المكرمة.

## انظر ايضاً
- مكة المكرمة
- محمد سرور الصبان

## وصلات خارجية
- محمد القزاز.. رجل الخير والعلم والزهد.
- تعيين الشيخ محمد صالح قزاز مرتبة وزير مفوض من المرتبة الأولى.